# Quatuor à cordes de Schmitt
Pour les articles homonymes, voir Quatuor à cordes (homonymie).
Le Quatuor à cordes en sol dièse mineur opus 112 est un quatuor de Florent Schmitt. Composé en 1947 et dédié au Quatuor Calvet, il fut créé le 10 juin 1948 au Festival de Strasbourg.

## Analyse de l'œuvre
1. Rêve
2. Jeu
3. In Memoriam...
4. Élan

- Durée d'exécution: quarante cinq minutes